# Anonymomys mindorensis
Anonymomys mindorensis є видом пацюків з Філіппін.

## Середовище проживання
Вид є ендеміком Міндоро, де він відомий лише з піку Ілонг, хребта Халкон на Філіппінах. Хоча вид відомий лише з його типового місцевості, є й інші екземпляри з Міндоро, які можуть представляти цей вид. Єдина відома місцевість була з лісу на висоті 1400 mtnhsd. На основі його морфології вважається деревним видом.

## Загрози й охорона
Цей вид обмежений островом, який був сильно вирубаний. Він вразливий до подальшої вирубки лісів. Немає заходів щодо збереження.